# Max Thürkauf
Max Thürkauf (Bázel, 1925. május 21. – Weil am Rhein, 1993. december 26.) svájci természettudós és filozófus.

## Korai évek, tanulmányai
A katolikus Oskar Paul Thürkauf és Frieda Rosa gyermekeként látta meg a napvilágot Bázelben a kicsi Max. Gyermekkorából olyan rajzai maradtak fenn, amelyeken kémiai laboratóriumban ábrázolta saját magát. Már azelőtt kitanulta a kémiai laboráns szakmát, mielőtt 1947-ben az érettségit letette volna. Hogy tanulmányait finanszírozza kémiára és fizikára specializált ipari iskolában tanult. Egyetemi évei alatt ábrándult ki a vallásos hitéből és lépett ki az Egyházból. Végül 1956-ban doktorált fizikai kémiából.

## Nehézvíz-kutatás

Rövidesen a nehézvíz-kutatás kellős közepén találta magát, ahol hamarosan a munkája (egy nehézvíz előállító üzemet hoztak létre sikerrel) révén megosztva nyerte el a zürichi Szövetségi Műszaki Főiskola (ETHZ) Leopold Ružička-díját. 1959-ben tagjai közé fogadta a svájci Atomenergia Bizottság, mellyel elismert egyetemi professzor, intézetvezető és keresett kutató lett. Ugyanebben az évben a Párizs-Saclay Egyetem Nukleáris Tanulmányok Központjában részt vett nehézvíz előállításában. Az itt végzett munkája is hozzásegítette Franciaországot, hogy az 1958-ban meghirdetett Force de frappe (magyarul: „csapásmérő haderő”) program nyomán 1960. február 13-án sikeresen felrobbantsa az algériai Szaharában első plutóniumbombáját és ezzel atomhatalommá váljon.

## Morális fordulata
A plutóniumbomba felrobbantása egy pálfordulással ért fel Thürkauf számára. Felismerése abban állt, hogy „nincs értékmentes tudomány”, melynek nyomán munkájának etikai kérdéseivel kezdett el foglalkozni. Elfordult a tisztán technikai tudástól (know-how), a „Hogyan tudom megtenni?” kérdésétől és a tettekért való felelősségvállalást helyezte előtérbe. E gondolatait előadásaiba is beleszőtte, mely előbb vitákat, majd konfliktust generált az őt alkalmazó egyetemmel és végül feladta egyetemi professzori székét és biztos egzisztenciáját.
| (németül) „Die Unbedenklichkeitsexpertisen der technokratischen Machthaber bedienen sich für ihre Lügen vorzugsweise der Mathematik, weil der Mann auf der Straße vor dieser Sprache Respekt hat.“ | (magyarul)„A hatalmon lévők minden gyanú felett álló szakértői előszeretettel használják a matematikát a hazugságaikhoz, mert az utca embere tiszteletben tartja ezt a nyelvet.” |
| – Max Thürkauf | |

## A fordulat után
Max Thürkauf néhány évig repülőoktatóként, illetve műrepülőként tartotta fenn magát, majd gimnáziumi-, illetve egyetemi oktatóként tevékenykedett és íróként is lendületet vett. Teljesen elfordult a technokrata gondolkodástól és előbb az antropozófiára talált rá, majd élete vége felé fokozatosan visszatért gyermekkora elhagyott hitéhez, a katolicizmushoz. Az Istennel szembeni morális felelősségvállalást hangsúlyozta, melyet nem hagyhatunk figyelmen kívül és nem ruházhatunk át másra sem. Szigorúan puritán életet élt ezután és egy bérház tetőterébe költözött.
A tetőtéri lakásból már csak élete végén, nagy betegen engedett magának némi kényelmet a Rajna másik oldalán. Itt hunyt el hosszú szenvedés után 1993-ban az első keresztény vértanú, Szent István napján.

## Művei

### Magyarul
- Max Thürkauf. A tudás még nem bölcsesség – Egy természettudós bölcs mondásai, ford. Kerényi Dénes, Budapest: Kairosz kiadó (2008). ISBN 978-963-662-022-6

### Németül (válogatás)
- Max Thürkauf. Mit der Eisenbahn durch den dialektischen Materialismus – Reiseskizzen aus der Sowjetunion. Bern: Hallwag (1973). ISBN 3-444-10128-7
- Max Thürkauf. Pandorabüchsen der Wissenschaft – Das Geschäft mit dem Energiehunger. Freiburg: Verlag Die Kommenden (1973). ISBN 3-7214-0054-2
- Max Thürkauf. Die Chemiker oder die seltsame Flucht des Doktor Valentin Lauscher. Zürich: Classen Verlag [1975]. ISBN 3-7172-0225-1, regény
- Max Thürkauf. Die Tränen des Herrn Galilei – Ein Naturwissenschaftler denkt. Zürich: Classen Verlag [1978] (1992). ISBN 3-7172-0274-X
- Max Thürkauf. Technomanie – Die Todeskrankheit des Materialismus – Ursachen und Konsequenzen der technischen Masslosigkeit unserer Zeit, 2. kiadás, Schaffhausen: Novalis [1978] (1980). ISBN 3-7214-0048-8
- Max Thürkauf (1980). „Für eine Medizin ohne Arroganz”. Diagnosen. Das zeitkritische Magazin (1. szám).
- Ilja Weiss, Max Thürkauf. Gewalt der Materie, Kritik der Tierversuche. Lampertheim: Kübler Verlag, 175–192. o. (1980). ISBN 3-921265-24-X
- Max Thürkauf. Adams Äpfel – Giftige Früchte vom Baum der Wissenschaft. Schaffhausen: Oratio Verlag (1982). ISBN 3-85801-032-4
- Max Thürkauf. König Nobels Hofstaat – Satiren und böse Geschichten zum Wissenschaftsbetrieb. Bern: Hallwag (1985). ISBN 3-444-10158-9
- Max Thürkauf. Versöhnung der Kirche mit der Naturwissenschaft – Zur Überwindung des Galilei-Traumas (1985). ISBN 3-7794-0971-2
- Max Thürkauf. Endzeit des Marxismus. Stein am Rhein: Christiana-Verlag (1987). ISBN 3-7171-0898-0
- Max Thürkauf. Spatzen pfeifen lassen. Stein am Rhein: Christiana-Verlag (1992). ISBN 978-371-71095-1-8
- Max Thürkauf. Wissen ist noch lange nicht Weisheit – Aphoristische Notizen eines Naturwissenschaftlers. Stein am Rhein: Christiana-Verlag (2005). ISBN 3-7171-1131-0
- Max Thürkauf. Wissenschaft schützt vor Torheit nicht, 3. kiadás, Zürich: Jordan-Verlag [1989] (2008). ISBN 3-7171-1131-0
- Max Thürkauf. Evolution, Naturwissenschaft und Glaube. Kißlegg: Fe-Medienverlag (2009). ISBN ISBN 3-939684-53-8

## Fordítás
- Ez a szócikk részben vagy egészben  a   Max Thürkauf című német Wikipédia-szócikk fordításán alapul.  Az eredeti cikk szerkesztőit annak laptörténete sorolja fel. Ez a jelzés csupán a megfogalmazás eredetét és a szerzői jogokat jelzi, nem szolgál a cikkben szereplő információk forrásmegjelöléseként.